# جيمس مارغوليس
جيمس مارغوليس (بالإنجليزية: James Margolis) هو مبارز بالسيف أمريكي، ولد في 17 يوليو 1936 في نيويورك في الولايات المتحدة.

## وصلات خارجية
- جيمس مارغوليس على موقع أوليمبيديا (الإنجليزية)